# ベリーニ
ベリーニ（英: Bellini）は、ワインベースのカクテル。
発泡酒の爽やかさに桃の上品な甘さが加わった、飲み口のよいカクテル。

## 由来
1948年、ヴェネツィアにあるハリーズ・バーの当時のオーナー、ジュゼッペ・チプリアーニ（1900年 - 1980年）が、ルネッサンス期の画家ジョヴァンニ・ベリーニの展覧会を記念して考案した。

## レシピの例
国際バーテンダー協会のレシピを以下に挙げる。
材料
- プロセッコ - 100ml
- 白桃ピュレ - 50ml

作り方
1. ミキシンググラスで材料をゆっくりとステアする。
2. フルートグラス（フルート型シャンパン・グラス）に注ぐ。

- プロセッコは一般化されてスパークリングワインとされることがある[1][2][3]。
- 白桃ピュレの代替としてピーチネクターを使用することもある[1][2][3]。この場合、ミキシンググラスを使用せずに材料を直接グラスに注いで作る「ビルド」で作成することもある[1][2]
- カットした桃のスライスを飾ることもある[3][4]。
- 少量の砂糖も加えることもある[2]。
- イタリア・バーテンダー協会による推薦レシピではグレナデン・シロップを加える[2]。

## 製品化

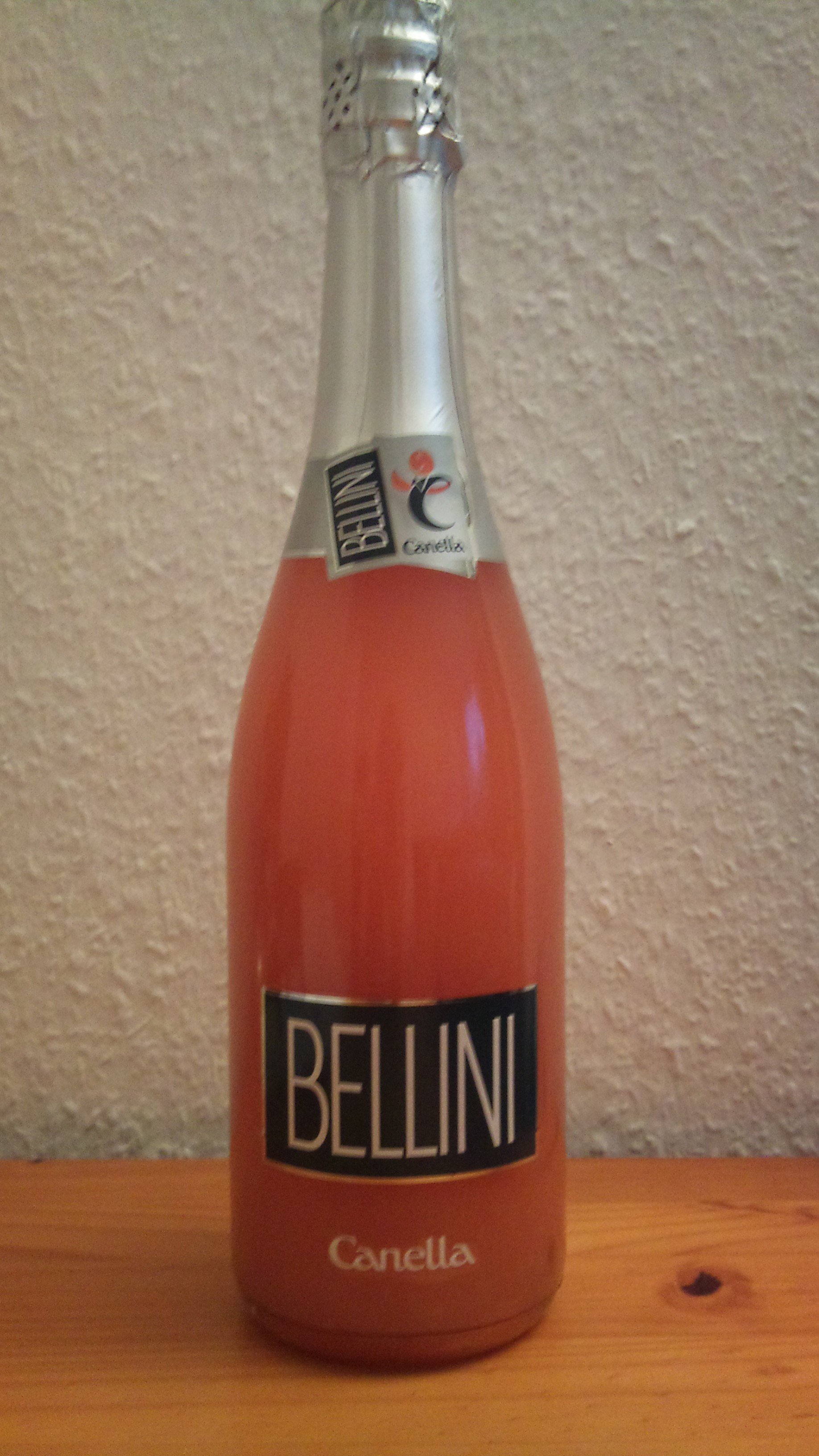
ベリーニのボトル

イタリアのスプマンテメーカー「カネッラ（Canella）」は、1988年にRTD系飲料としてボトリングカクテル「ベリーニ」を発売し、これが大ヒットとなった。以降、「ロッシーニ」（#バリエーション参照）など他のフルーツを使用したフルーツスパークリングカクテルをリリースしている。

## メディアでの取り扱い
- 心みだれて - 1986年製作のアメリカ映画。作中でピクニックに出かけた登場人物たちがベリーニを作って飲むシーンがある[4]。

## バリエーション
使用する白桃ピュレを以下のように替えたバリエーションがある。
プッチーニ
フレッシュマンダリンオレンジジュース。
作曲家ジャコモ・プッチーニ。
ロッシーニ
ストロベリーピュレ
作曲家ジョアキーノ・ロッシーニ。
ティントレット (カクテル)
フレッシュザクロジュース。
画家ティントレット。
ティツィアーノ (カクテル)
グレープジュース
画家ティツィアーノ・ヴェチェッリオ